# Carter Ham
Carter F. Ham, né le 16 février 1952 à Portland (Oregon), est un général américain à la retraite.

## Carrière
Il a commandé la 1re division d'infanterie des États-Unis d'août 2006 à août 2007 et servi comme directeur des opérations (J-3) au Comité des chefs d'état-major interarmées d'août 2007 à août 2008. Il a été le commandant général de la VIIe armée américaine, la composante terrestre du United States European Command chargé des opérations militaires américaines dans la zone de responsabilité de ce commandement du 28 août 2008 au 8 mars 2011. À partir su 8 mars 2011, il est le commandant de l'US Africa Command avant de prendre sa retraite en 2013. Dans cette position, il a été commandant de l'intervention militaire de 2011 en Libye.